# Hypocysta fenestrella
Hypocysta fenestrella är en fjärilsart som beskrevs av Hans Fruhstorfer 1911. Hypocysta fenestrella ingår i släktet Hypocysta och familjen praktfjärilar. Inga underarter finns listade i Catalogue of Life.